# Club Atlético Villa San Carlos (fútbol femenino)
El Club Atlético Villa San Carlos, o simplemente Villa San Carlos o San Carlos es un club de fútbol argentino, fundado el 25 de abril de 1925 en Berisso, Buenos Aires. El equipo de fútbol femenino realizó su primera participación oficial en el año 2013, más precisamente en el Torneo Femenino Inicial 2013 de ese año.
En ese año dos jóvenes de La Plata, Mariano Maciel y Mauro Córdoba, contaban con una escuelita de fútbol femenino donde participaban una importante cantidad de chicas que se acercaban a la actividad. A raíz de este acontecimiento decidieron trasladar su proyecto a una institución.
Al primer club al que llevaron su propuesta fue CRISFA, debido a la falta de competencia ya que aún no existía la Liga Amateur Platense, recurrieron al elenco de Berisso. Así entonces, Mauro Córdoba y Mariano Maciel se juntaron con el presidente del Celeste, Alejandro Colombo. En la reunión, la Comisión Directiva de Villa San Carlos se mostró interesada en el proyecto y aprobó la oficialización de la práctica deportiva. De esta manera comenzaron las tareas organizativas, entrenamientos y fichajes de jugadoras.

## Historia

### Inicios
El debut fue 6 de octubre del 2013 en la “Bombonerita” frente al Club Atlético Boca Juniors, correspondiente a la primera jornada del campeonato Apertura. 
El director técnico de las Villeras fue Mariano Maciel y, por su parte, Mauro Córdoba tuvo su lugar como ayudante de campo. El encuentro finalizó en victoria de las Xeneizes por 18-1, el único gol de las albicelestes fue obra de Juliana Taranto. En el debut de las competiciones oficiales de AFA, las de Berisso disputaron catorce partidos y obtuvieron un total de 16 puntos, producto de cinco triunfos, una igualdad y ocho derrotas.  
La primera victoria en el torneo fue por la mínima diferencia frente a Sociedad Hebraica con gol de Juliana Taranto. 
El plantel de las Villeras estuvo conformado por las siguientes futbolistas: Arqueras: Ana Rolón y Rosario Roletto. Defensoras: Sofía Ferrarini, Giuliana Colantoni, Candela Jordi, Maira Gardella Aubert, Agustina Vásquez, Ailín Franzante, Daiana Santander, Celeste Ferrarini, Cecilia Manzanares y Juliana Taranto. Mediocampistas: Mayra Olivera, Tatiana Zombosco Poch, Tamara Martínez, Daiana Galesi, Dana Mongay, Penélope Martínez y Yanina Reigenborn. Delanteras: Antonella Moreno, Juana Bilos, Karen Villanueva y Natalia Ricci.

### El descenso
Luego de disputar el Torneo Inicial 2013 y el Torneo Final 2014, las jugadoras se preparaban para disputar una nueva competencia. Este nuevo torneo iba a tener un nuevo formato: Debido a la gran número de instituciones que se presentaban para competir, AFA decidió que el Campeonato de Fútbol Femenino de Primera División A 2015, los últimos ocho equipos de la tabla de posiciones descenderían automáticamente a la segunda categoría.
Para este torneo asumiría como nuevo entrenador Mauro Córdoba por la desvinculación de Mariano Maciel en 2014, "Las Villeras" encararon el nuevo campeonato con el objetivo de mantenerse en la primera categoría. El 21 de marzo del 2015 el equipo de Berisso empezó el torneo con una victoria, tras enfrentarse a Defensores de Chaco por 3-1.  
Para el final del Torneo 2015, se encontraba en la última posición de los equipos que mantenían la categoría, junto a Independiente de Avellaneda. Tras empatar en puntos en la parte baja de la tabla, "Las Villeras" y "Las Diablas" se enfrentaron en el Monumental de Villa Lynch, en el marco de un partido desempate que finalizó en triunfo para el Club Atlético Independiente de Avellaneda por 2-0, sentenciando a "Las Celestes" a jugar en la segunda división del fútbol argentino.  
Con los ocho equipos descendidos se creó el Campeonato de Fútbol Femenino de Primera División B, la Asociación del Fútbol Argentino organizó una nueva competencia para reorganizar el calendario del fútbol femenino: la Supercopa Argentina. 
El certamen estuvo conformado por clubes de la primera y segunda categoría y constó de cinco etapas de clasificación. En primera instancia, el Club Atlético Villa San Carlos se enfrentó ante Sociedad Hebraica en lo que fue victoria por 1-0 para las conducidas por Mauro Córdoba. Tras ello, en los octavos de final de la competición, la Villa superó a Defensores Unidos de Zárate por 5-1 y, luego, a Nueva Chicago por 8-0. Debido a los tres triunfos anteriores, Villa San Carlos se clasificó a las semifinales de la Supercopa, donde cayó ante Boca Juniors por 4-0, llegando a estar dentro de los cuatro mejores del certamen.

### El regreso a la Primera División del fútbol femenino argentino
Luego de finalizar la Supercopa Argentina y el Club Atlético Villa San Carlos ya estaba preparado para afrontar la vuelta a la máxima categoría del fútbol.  
El primer campeonato de la Segunda División se desarrolló entre el 3 de abril al el 1.º de octubre del 2016. El formato fue de ida y vuelta y estuvo conformado por los siguientes 14 clubes: El Porvenir, Luján, Villa San Carlos, Sociedad Hebraica, Excursionistas, Defensores del Chaco, Almagro, Liniers, Atlanta, Defensores Unidos, Deportivo Morón, Alem, Bella Vista de Córdoba y Fernando Cáceres de Córdoba. 
La primera fecha fue un empate en cero frente al Club Fernando Cáceres de Ciudad Evita, "Las Celestes" fueron progresando en el juego mediante figuras como Marilyn Esquivel, Milagros Díaz, Micaela Díaz, Daiana Chiclana y Cecilia Pinotti. 
De esta forma las jugadoras de Villas San Carlos se posicionó en las primeras posiciones y, cinco fechas antes del final del campeonato, logró el ascenso y posterior título logrando 67 puntos de 78 posibles. 
De regreso a la máxima categoría del fútbol femenino, el conjunto de Berisso se preparó para ser protagonista del Campeonato 2016/2017. A raíz de pruebas y de la formación de una categoría de reserva, para fortalecer al equipo recientemente ascendido, Villa San Carlos sumó a sus filas a futbolistas como Gisele Díaz, Agustina Maturano, Julieta Gergo, Lucía Guiñazú y Bianca Mihdi.  
Las primeras dos fechas "Las Villeras" cayeron frente a Boca y San Lorenzo. Con el transcurrir de los partidos las jugadoras encontraron regularidad, logrando un histórico quinto puesto con 34 puntos por detrás de River Plate, Boca Juniors, UAI Urquiza y San Lorenzo. 
En este torneo, Daiana Chiclana fue la goleadora villera con 10 conquistas, seguida por Marilyn Esquivel (8) y Cecilia Pinotti (6). Juana Bilos anotó en tres ocasiones, mientras que Milagros Díaz y Micaela Díaz señalaron dos goles cada una. Además, Carolina Morcillo, Gisele Díaz, Nicole Simonetti, Agustina Maturano, Julieta Gergo y Romina Puccio aportaron un tanto. Para la siguiente temporada, Mauro Córdoba tomó otro papel dentro de la disciplina, dejó su cargo como director técnico y asumió el de coordinador. Por su parte, Ezequiel Aisit se hizo cargo del primer equipo y Tomás Conti continuó con la reserva. 
Con un nuevo entrenador, las Villeras empezaron el Campeonato 2017/2018 en condición de visitante ante Huracán en lo que fue derrota por 3-1. Tras veintiséis fechas disputadas, las dirigidas por Ezequiel Aisit finalizaron en la octava posición y se clasificaron directamente a la semifinal de la Copa de Plata. En dicha semifinal, las Villeras se enfrentaron en el clásico regional a Estudiantes de La Plata. El duelo de ida finalizó en una igualdad 1-1 y en la vuelta las Pinchas se quedaron con el triunfo por 1-0 y posteriormente con el título. 
A mediados de 2018, el coordinador del fútbol femenino de Villa San Carlos, Mauro Córdoba, presentó su proyecto futbolístico en el Club de Gimnasia y Esgrima La Plata. El mismo fue aprobado y varias futbolistas de Villa San Carlos pasaron a formar parte del equipo tripero. Ante esta situación, la Reserva comandada por Tomás Conti pasó a ser la primera división de Villa San Carlos. 
En la Zona Clasificatoria del Torneo 2018/2019 el equipo de Berisso terminaron últimas en la Zona B con siete unidades. Por este motivo, en la segunda mitad del torneo disputaron la Zona Permanencia junto con Independiente, Estudiantes, El Porvenir, Excursionistas, Atlanta, Deportivo Morón y Platense. 
A falta de dos fechas para el final del campeonato, las Celestes -con 16 puntos sobre 42 posibles- lograron el objetivo y se mantuvieron en la máxima categoría. Bianca Mihdi fue la máxima artillera en el conjunto villero con 14 goles, mientras que Emilia Braga (5), Pilar Lavigne (2), Brisa Viscussi (2), Leonela Miranda (2), Agustina Aguilera (2), Micaela López (2), Belén Mariño (2), Magalí González (2) y Jennifer Bogado (1) también convirtieron para el Celeste.

### Semiprofesionalización
Luego de mantenerse en la máxima categoría del fútbol argentino, Juan Cruz Vitale fue nombrado como el nuevo director técnico de Villa San Carlos. El ex técnico y coordinador de la Agrupación Deportiva Infantil Platense (ADIP) de la Liga Amateur Platense fue el encargado de dirigir a "Las Villeras" en el primer campeonato semiprofesional del fútbol femenino. 
Antes de comenzar el torneo las jugadoras de Villa San Carlos tuvieron dificultades para la inscripción del mismo. Debido a los gastos que afrontaba la semiprofesionalización, el presidente y vicepresidente de la institución tomaron la decisión de descender la disciplina argumentando la crisis económica que vivía la institución. 
Mediante comunicados, apoyo de exjugadores y respaldo mediático, las jugadoras y el cuerpo técnico lograron imponerse al problema y confirmaron su participación en el Torneo Rexona.
Las futbolistas contratadas de Villa San Carlos fueron las siguientes: Agustina Matas, Agustina Aguilera, Agustina Plazzotta, Leonela Miranda, Ariana Alcober, Leila Encina, Magalí González y Magdalena Alberti. 
El elenco de Berisso fue el último en asegurar su participación en el Torneo Rexona y fue el encargado de abrir la competencia ante las debutantes de la provincia de Santa Fe, Rosario Central. El duelo finalizó en victoria canalla por 5-1. 
Durante el año 2019, las Villeras no lograron conseguir victorias en la era de la semiprofesionalización. Tras nueve fechas sin sumar puntos, lograron su primera unidad en la igualdad ante SAT por 2-2 en el Camping Moreno. La primera victoria, con goleada incluida, tuvo lugar en el duelo correspondiente a la decimocuarta jornada frente a Excursionistas en la cancha de Unión Vecinal de Ángel Etcheverry. Cuando el equipo comenzó a encauzar su camino en el torneo, debido a algunas actuaciones, el fútbol argentino debió suspenderse a causa de la pandemia del COVID-19. Meses más tarde, la AFA anunció la cancelación de los descensos y la suspensión del campeonato. Florencia Gaetan marcó 9 de los 14 goles celestes. El resto los anotaron: Agustina Aguilera, Leonela Miranda, Alma Tulez y Gisele Díaz.

## Divisiones inferiores
En octubre del 2019, la Asociación del Fútbol Argentino decidió organizar por primera vez el campeonato oficial de Reserva o Sub-19. De esta manera, luego de una reunión entre los responsables de la actividad, el elenco de Berisso confirmó su participación en la nueva competencia y llamó a un período de pruebas de jugadoras. En los primeros días de las evaluaciones el técnico de la Primera División, Juan Cruz Vitale, estuvo a cargo de las mismas. No obstante, tras reuniones entre Vitale y directivos de la institución, Paola Vinai y Tamara Martínez fueron designadas como las técnicas de la Sub-19, mientras que Pilar Herbon fue nombrada como preparadora física.
El debut en el campeonato para la tercera categoría de las Villeras llegó el 29 de noviembre y fue victoria por 5-0 frente al Club Atlético Lanús en el estadio Genacio Sálice. Con un total de nueve partidos disputados las dirigidas por Vinai y Martínez alcanzaron 9 puntos producto de 3 victorias y 6 derrotas.

## Inclusión y perspectiva de género
En el año 2020 sucedió un hecho revolucionario para el fútbol femenino argentino, debido a que el Club Atlético Villa San Carlos logró un hecho sin precedentes incluyendo a la jugadora Mara Gómez. La delantera se convertiría en la primera futbolista trans en competir en el Torneo Femenino de Primera División de la AFA.
El 7 de diciembre del 2020, la jugadora Mara Gómez vistió la indumentaria de "Las Villeras" con la número 7 en sus espaldas, debutando frente a Lanús por la segunda fecha del Torneo Transición femenino.

## Estadio

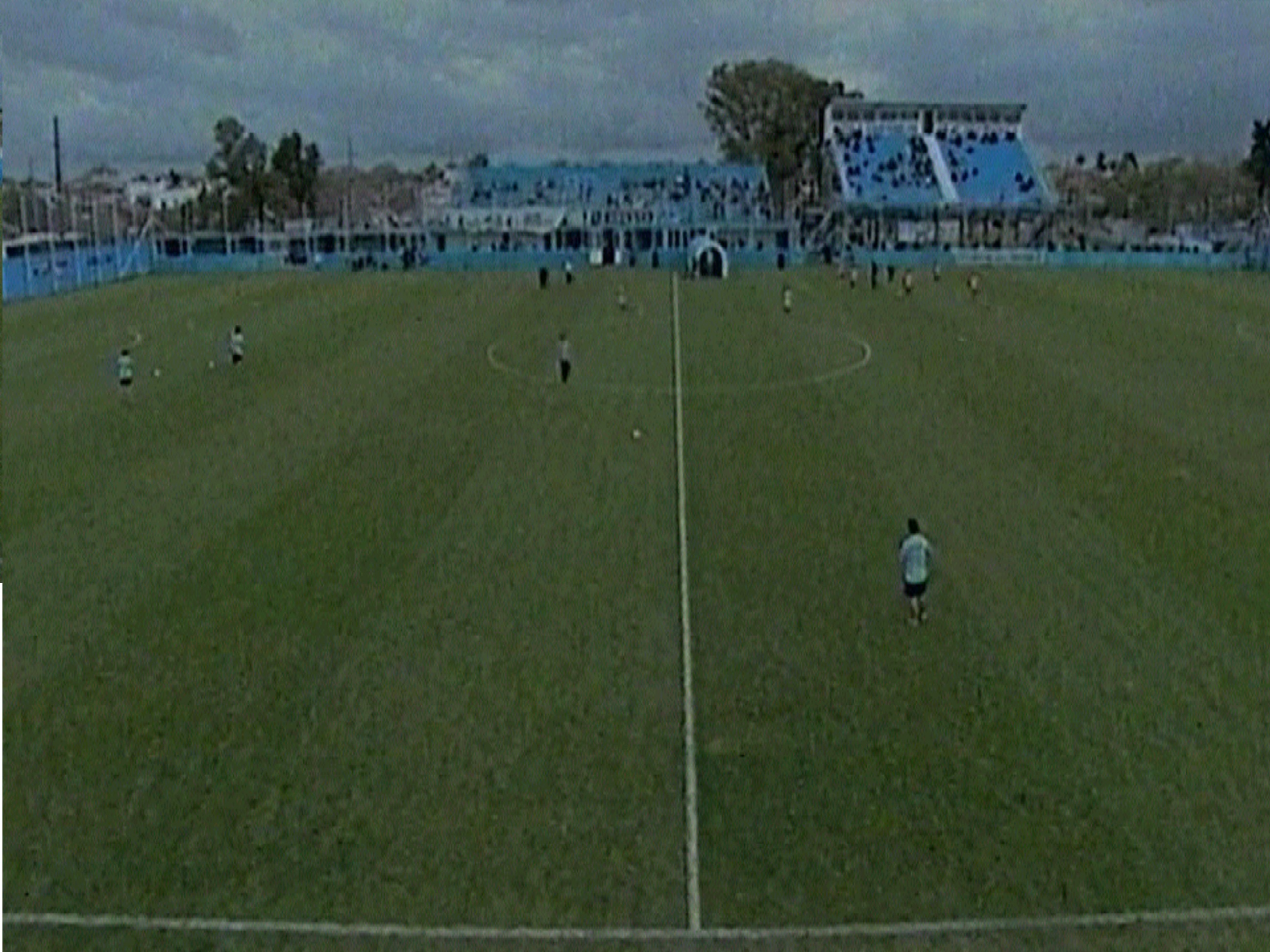
Campo de juego del Estadio Genacio Sálice.

El Estadio Genacio Sálice, ubicado en las intersecciones de las calles 173 entre 26 Este y 27 en la ciudad de Berisso, fue inaugurado el 25 de mayo de 1950 bajo la presidencia de Celeste “Chiquito” García. El Estadio debe su nombre a Don Genacio Sálice, dueño de los terrenos que posteriormente cedería para la construcción del estadio de Villa San Carlos. Antiguamente el sentido de la cancha era paralela a la calle 27 con un arco de espaldas a la Av. Montevideo y el otro arco de espaldas al Río de la Plata. Entre los años 2009 y 2010 se llevó a cabo una remodelación que generó que el conjunto de Berisso hicieras la veces de local en varias canchas, siendo algunas de ellas Gimnasia de La Plata, Brown de Adrogué o Estudiantes de Caseros entre otras.
Entre las obras realizadas durante el tiempo que duró la remodelación, se pueden mencionar la reorientación del campo de juego, que ahora sería paralela a la calle 173, ubicando uno de sus arcos de espalda a la histórica “Toma de agua” y su otro arco de espaldas al Puerto La Plata, además se construyó la platea, las cabinas de transmisión, los vestuarios locales, visitantes y de árbitros, las boleterías, los accesos y el alambrado perimetral del campo de juego. El 24 de noviembre de 2010 se re inauguró el Estadio Genacio Sálice en el choque entre Villa San Carlos y Defensores de Belgrano con triunfo del conjunto de Berisso por 1-0 con gol de Juan Pablo Ortiz.
En la actualidad el Estadio Genacio Sálice cuenta con capacidad para 4.000 espectadores, nueve cabinas de transmisión para los medios y un sector habilitado de filmación, vestuario local, visitante y para árbitros, palco dirigencial y un gimnasio para la utilización de los futbolistas. El logro más importante conseguido por Villa San Carlos en el Estadio Genacio Salice fue el ascenso por primera vez en su historia a la B Nacional (segunda categoría en importancia del fútbol argentino), al vencer por 1-0 a Barracas Central con gol de Martín Troncoso el 25 de mayo de 2013, día en que el estadio cumplía 63 años desde su primer inauguración.

### Sede Social
El primer espacio donde se reunieron los dirigentes pioneros del club fue en un viejo salón de madera, ubicado en Av Montevideo y 24. La actual sede del Club Atlético Villa San Carlos fue inaugurada el viernes 4 de octubre de 1968 y lleva el nombre de Constantino Macrinos, en homenaje al expresidente de la institución quien fuera el principal ideólogo y propulsor para la construcción de la misma, que se encuentra ubicada en la avenida Montevideo y 25 de la ciudad de Berisso.
El edificio, de 1500 m², consta con tres pisos en su estructura; en sus instalaciones cuenta con una cancha de básquet, gimnasio, salón para fiestas, presidencia y oficina de prensa. Además en la entrada se encuentra la secretaría, en ella también se pueden encontrar a la venta la ropa oficial del Club. En tanto, en la sede se llevan a cabo diversas actividades como la práctica del básquet profesional e infantil, patín artístico, aerodance, taekwondo, karate y boxeo, una gran concurrencia de deportistas asisten diariamente a la sede social del club a practicar estas disciplinas.

## Uniforme
- Uniforme titular: Camiseta blanca con una banda celeste, pantalón blanco y medias blancas.
- Uniforme alternativo: Camiseta negra con franjas verticales celestes, pantalón negro y medias negras.

| Titular | Alternativa |  |

### Uniformes anteriores
| Titular 18/19 | Alternat. 18/19 | Titular 17/18 | Alternat. 17/18 | Titular 16/17 | Alternat. 16/17 | Titular 2016 | Alternat. 2016 |  |

## Presidentes

### Comisión directiva
| Comisión directiva 2021-2024 |
| |
| - Presidente: - Juan Manuel Córdoba - Vicepresidentes: - Eduardo Valente - Norberto Paglietini - Cecilia Badino - Secretario general: - Fernando Farias - Pro-secretario: - Santiago París - Tesorero: - Mariano Hollubiez - Pro-tesorero: - Mariano Smarson - Secretario legal administrativo: - Ramiro Crilchuk |
| |

| Comisión directiva 2021-2024 |
| |
| - Secretaria de cultura: - Javier Astorga - Pro-secretario de cultura: - Darío González - Secretario de RRPP y prensa: - Alan Molina - Pro-secretario de RRPP y prensa: - Horacio Fernández - Secretario de fútbol: - Emiliano Córdoba - Pro-secretario de fútbol: - Ricardo Vera - Secretario de deportes: - Ariel Rodríguez - Pro-secretario de deportes: - Iván Buszczak |
| |

| Comisión directiva 2021-2024 |
| |
| - Secretario de obras y mantenimiento: - Julio Magliano - Vocales titulares: - Ezequiel Brizzi - Mauricio París - Brian Waisman - Elizabeth Sosa - Julio Caride - Vocales suplentes: - Lucas Marchan - Fabrizio Araujo - José Vrbjar - Revisores de cuentas: - Germán Murdolo - Oscar Alejandro Valez - Revisor de cuentas suplente: - Marco Antonio Ferreyra |
| |